# Mont Ventoux Dénivelé Challenges 2020
La 2e édition du CIC - Mont Ventoux Dénivelé Challenges fait partie du calendrier UCI Europe Tour 2020 en catégorie 1.1. En raison de la pandémie de Covid-19, cette édition a été reportée. Initialement prévue le 8 juin 2020, elle a lieu le 6 août 2020.

## Équipes
Classée en catégorie 1.1 de l'UCI Europe Tour, le CIC - Mont Ventoux Dénivelé Challenges est par conséquent ouverte aux WorldTeams dans la limite de 50 % des équipes participantes, aux équipes continentales professionnelles, aux équipes continentales et aux équipes nationales.
Douze équipes participent à cette course : trois WorldTeams, sept équipes continentales professionnelles et deux équipes continentales.
| WorldTeams (6)- AG2R La Mondiale - Cofidis - Groupama-FDJ - Astana - Trek-Segafredo - UAE Team Emirates ProTeams (9)- B&B Hotels-Vital Concept p/b KTM - Nippo Delko One Provence - Arkéa-Samsic - Total Direct Énergie - Bardiani CSF Faizanè - Burgos-BH - Caja Rural-Seguros RGA - Circus-Wanty Gobert - Euskaltel-Euskadi Équipes continentales (3)- Cambodia Cycling Academy - Canyon DHB p/b Soreen - Equipo Kern Pharma |
| |

## Liste des participants
Nairo Quintana a déjà annoncé sa participation à cette nouvelle édition, qui sera sa course de reprise, après l'arrêt dû à la Covid-19. La présence d'autres concurrents est annoncée, comme Jesús Herrada, le vainqueur de l'édition 2019, Fabio Aru, Richie Porte, Miguel Ángel López, Bauke Mollema, Pierre Latour, Guillaume Martin, ou Valentin Madouas. Deuxième en 2019, Romain Bardet déclare forfait la veille en raison d'une chute sur la route d'Occitanie.
| Cofidis COF | Cofidis COF              | Cofidis COF |
| ----------- | ------------------------ | ----------- |
| Num         | Coureur                  | Pos         |
| 1           | Jesús Herrada (ESP)      | 9e          |
| 2           | Guillaume Martin (FRA)   | 3e          |
| 3           | Fernando Barceló (ESP)   |             |
| 4           | Victor Lafay (FRA)       |             |
| 5           | Mathias Le Turnier (FRA) |             |
| 6           | Anthony Perez (FRA)      |             |
| 7           | Stéphane Rossetto (FRA)  |             |

| AG2R La Mondiale ALM | AG2R La Mondiale ALM   | AG2R La Mondiale ALM |
| -------------------- | ---------------------- | -------------------- |
| Num                  | Coureur                | Pos                  |
| 11                   | Romain Bardet (FRA)    | NP                   |
| 12                   | Mikaël Cherel (FRA)    |                      |
| 13                   | Clément Chevrier (FRA) |                      |
| 14                   | Tony Gallopin (FRA)    |                      |
| 15                   | Anthony Jullien (FRA)  |                      |
| 16                   | Alexandre Geniez (FRA) |                      |
| 17                   | Pierre Latour (FRA)    |                      |

| Groupama-FDJ GFC | Groupama-FDJ GFC        | Groupama-FDJ GFC |
| ---------------- | ----------------------- | ---------------- |
| Num              | Coureur                 | Pos              |
| 21               | Valentin Madouas (FRA)  |                  |
| 22               | Jake Stewart (GBR)      |                  |
| 23               | Lewis Askey (GBR)       |                  |
| 24               | Kilian Frankiny (SUI)   |                  |
| 25               | Simon Guglielmi (FRA)   |                  |
| 26               | Tobias Ludvigsson (SWE) |                  |
| 27               | Léo Vincent (FRA)       |                  |

| Astana AST | Astana AST                         | Astana AST |
| ---------- | ---------------------------------- | ---------- |
| Num        | Coureur                            | Pos        |
| 31         | Miguel Ángel López (COL)           |            |
| 32         | Hernando Bohórquez (COL)           |            |
| 33         | Óscar Rodríguez Garaicoechea (ESP) |            |
| 34         | Aleksandr Vlasov (RUS)             | 1er        |
| 35         | Merhawi Kudus (ERI)                |            |
| 36         | Luis León Sánchez (ESP)            |            |
| 37         | Harold Tejada (COL)                |            |

| UAE Team Emirates UAD | UAE Team Emirates UAD       | UAE Team Emirates UAD |
| --------------------- | --------------------------- | --------------------- |
| Num                   | Coureur                     | Pos                   |
| 41                    | Fabio Aru (ITA)             |                       |
| 42                    | Andrés Camilo Ardila (COL)  |                       |
| 43                    | Joe Dombrowski (USA)        |                       |
| 44                    | Vegard Stake Laengen (NOR)  |                       |
| 45                    | Cristian Muñoz (COL)        |                       |
| 46                    | Edward Ravasi (ITA)         |                       |
| 47                    | Aleksandr Riabushenko (BLR) |                       |

| Trek-Segafredo TFS | Trek-Segafredo TFS    | Trek-Segafredo TFS |
| ------------------ | --------------------- | ------------------ |
| Num                | Coureur               | Pos                |
| 51                 | Richie Porte (AUS)    | 2e                 |
| 52                 | Bauke Mollema (NED)   |                    |
| 53                 | Julien Bernard (FRA)  |                    |
| 54                 | Niklas Eg (DEN)       |                    |
| 55                 | Kenny Elissonde (FRA) |                    |
| 56                 | Kiel Reijnen (USA)    |                    |
| 57                 | Toms Skujiņš (LAT)    |                    |

| Arkéa-Samsic ARK | Arkéa-Samsic ARK         | Arkéa-Samsic ARK |
| ---------------- | ------------------------ | ---------------- |
| Num              | Coureur                  | Pos              |
| 61               | Nairo Quintana (COL)     | 8e               |
| 62               | Dayer Quintana (COL)     |                  |
| 63               | Winner Anacona (COL)     |                  |
| 64               | Thibault Guernalec (FRA) |                  |
| 65               | Romain Le Roux (FRA)     |                  |
| 66               | Łukasz Owsian (POL)      |                  |
| 67               | Alan Riou (FRA)          |                  |

| Caja Rural-Seguros RGA CJR | Caja Rural-Seguros RGA CJR | Caja Rural-Seguros RGA CJR |
| -------------------------- | -------------------------- | -------------------------- |
| Num                        | Coureur                    | Pos                        |
| 71                         | Jhojan García (COL)        |                            |
| 72                         | Julen Amézqueta (ESP)      |                            |
| 73                         | Juan Fernando Calle (COL)  |                            |
| 74                         | Álvaro Cuadros (ESP)       |                            |
| 75                         | Oier Lazkano (ESP)         |                            |
| 76                         | Cristian Rodríguez (ESP)   |                            |
| 77                         | Carmelo Urbano (ESP)       |                            |

| Total Direct Énergie TDE | Total Direct Énergie TDE | Total Direct Énergie TDE |
| ------------------------ | ------------------------ | ------------------------ |
| Num                      | Coureur                  | Pos                      |
| 81                       | Rein Taaramäe (EST)      |                          |
| 82                       | Jérôme Cousin (FRA)      |                          |
| 83                       | Valentin Ferron (FRA)    |                          |
| 84                       | Marlon Gaillard (FRA)    |                          |
| 85                       | Fabien Grellier (FRA)    |                          |
| 86                       | Paul Ourselin (FRA)      |                          |
| 87                       | Romain Sicard (FRA)      |                          |

| Euskaltel-Euskadi EUS | Euskaltel-Euskadi EUS | Euskaltel-Euskadi EUS |
| --------------------- | --------------------- | --------------------- |
| Num                   | Coureur               | Pos                   |
| 91                    | Ibai Azurmendi (ESP)  |                       |
| 92                    | Mikel Bizkarra (ESP)  |                       |
| 93                    | Joan Bou (ESP)        |                       |
| 94                    | Garikoitz Bravo (ESP) |                       |
| 95                    | Unai Cuadrado (ESP)   |                       |
| 96                    | Rubén Fernández (ESP) |                       |
| 97                    | Mikel Iturria (ESP)   |                       |

| Bardiani CSF Faizanè BCF | Bardiani CSF Faizanè BCF | Bardiani CSF Faizanè BCF |
| ------------------------ | ------------------------ | ------------------------ |
| Num                      | Coureur                  | Pos                      |
| 101                      | Marco Benfatto (ITA)     |                          |
| 102                      | Giovanni Carboni (ITA)   |                          |
| 103                      | Giovanni Lonardi (ITA)   |                          |
| 104                      | Alessandro Monaco (ITA)  |                          |
| 105                      | Umberto Orsini (ITA)     |                          |
| 106                      | Manuel Senni (ITA)       |                          |
| 107                      | Filippo Zana (ITA)       |                          |

| Circus-Wanty Gobert CWG | Circus-Wanty Gobert CWG    | Circus-Wanty Gobert CWG |
| ----------------------- | -------------------------- | ----------------------- |
| Num                     | Coureur                    | Pos                     |
| 111                     | Jérémy Bellicaud (FRA)     |                         |
| 112                     | Thomas Degand (BEL)        |                         |
| 113                     | Théo Delacroix (FRA)       |                         |
| 114                     | Odd Christian Eiking (NOR) |                         |
| 115                     | Alexander Evans (AUS)      |                         |
| 116                     | Yoann Offredo (FRA)        |                         |
| 117                     | Simone Petilli (ITA)       |                         |

| Nippo-Delko One Provence NDP | Nippo-Delko One Provence NDP | Nippo-Delko One Provence NDP |
| ---------------------------- | ---------------------------- | ---------------------------- |
| Num                          | Coureur                      | Pos                          |
| 121                          | Lucas De Rossi (FRA)         |                              |
| 122                          | Julien El Fares (FRA)        |                              |
| 123                          | José Gonçalves (POR)         |                              |
| 124                          | Mulu Hailemichael (ETH)      |                              |
| 125                          | Masahiro Ishigami (JPN)      |                              |
| 126                          | Hideto Nakane (JPN)          |                              |
| 127                          | Rémy Rochas (FRA)            |                              |

| B&B Hotels-Vital Concept p/b KTM BVC | B&B Hotels-Vital Concept p/b KTM BVC | B&B Hotels-Vital Concept p/b KTM BVC |
| ------------------------------------ | ------------------------------------ | ------------------------------------ |
| Num                                  | Coureur                              | Pos                                  |
| 131                                  | Cyril Gautier (FRA)                  |                                      |
| 132                                  | Jérémy Lecroq (FRA)                  |                                      |
| 133                                  | Justin Mottier (FRA)                 |                                      |
| 134                                  | Luca Mozzato (ITA)                   |                                      |
| 135                                  | Quentin Pacher (FRA)                 |                                      |
| 136                                  | Sebastian Schönberger (AUT)          |                                      |
| 137                                  | Tom-Jelte Slagter (NED)              |                                      |

| Burgos-BH BBH | Burgos-BH BBH            | Burgos-BH BBH |
| ------------- | ------------------------ | ------------- |
| Num           | Coureur                  | Pos           |
| 141           | Ángel Madrazo (ESP)      |               |
| 142           | Isaac Cantón (ESP)       |               |
| 143           | Jesús Ezquerra (ESP)     |               |
| 144           | Óscar Cabedo (ESP)       |               |
| 145           | Alex Molenaar (NED)      |               |
| 146           | Jetse Bol (NED)          |               |
| 147           | Juan Felipe Osorio (COL) |               |

| Equipo Kern Pharma EKP | Equipo Kern Pharma EKP | Equipo Kern Pharma EKP |
| ---------------------- | ---------------------- | ---------------------- |
| Num                    | Coureur                | Pos                    |
| 151                    | Jaime Castrillo (ESP)  |                        |
| 152                    | Jon Agirre (ESP)       |                        |
| 153                    | Roger Adrià (ESP)      |                        |
| 154                    | José Félix Parra (ESP) |                        |
| 155                    | Iván Moreno (ESP)      |                        |
| 156                    | Daniel Méndez (COL)    |                        |
| 157                    | Ibon Ruiz (ESP)        |                        |

| Canyon DHB p/b Soreen DHB | Canyon DHB p/b Soreen DHB | Canyon DHB p/b Soreen DHB |
| ------------------------- | ------------------------- | ------------------------- |
| Num                       | Coureur                   | Pos                       |
| 161                       | Max Stedman (GBR)         |                           |
| 162                       | Daniel Pearson (GBR)      |                           |
| 163                       | Mark Christian (GBR)      |                           |
| 164                       | Rory Townsend (IRL)       |                           |
| 165                       | Jacob Scott (GBR)         |                           |
| 166                       | Callum MacLeod (GBR)      |                           |
| 167                       | Robert Scott (GBR)        |                           |

| Cambodia Cycling Academy CCA | Cambodia Cycling Academy CCA | Cambodia Cycling Academy CCA |
| ---------------------------- | ---------------------------- | ---------------------------- |
| Num                          | Coureur                      | Pos                          |
| 171                          | Samy Aurignac (FRA)          |                              |
| 172                          | Matvey Mamykin (RUS)         |                              |
| 173                          | Roman Maikin (RUS)           |                              |
| 174                          | Barry Miller (USA)           |                              |
| 175                          | Antoine Berlin (MON)         |                              |
| 176                          | Florian Dumourier (FRA)      |                              |
| 177                          | Raksey Huot (CAM)            |                              |

| Cofidis COF | Cofidis COF              | Cofidis COF |
| ----------- | ------------------------ | ----------- |
| Num         | Coureur                  | Pos         |
| 1           | Jesús Herrada (ESP)      | 9e          |
| 2           | Guillaume Martin (FRA)   | 3e          |
| 3           | Fernando Barceló (ESP)   |             |
| 4           | Victor Lafay (FRA)       |             |
| 5           | Mathias Le Turnier (FRA) |             |
| 6           | Anthony Perez (FRA)      |             |
| 7           | Stéphane Rossetto (FRA)  |             |

| AG2R La Mondiale ALM | AG2R La Mondiale ALM   | AG2R La Mondiale ALM |
| -------------------- | ---------------------- | -------------------- |
| Num                  | Coureur                | Pos                  |
| 11                   | Romain Bardet (FRA)    | NP                   |
| 12                   | Mikaël Cherel (FRA)    |                      |
| 13                   | Clément Chevrier (FRA) |                      |
| 14                   | Tony Gallopin (FRA)    |                      |
| 15                   | Anthony Jullien (FRA)  |                      |
| 16                   | Alexandre Geniez (FRA) |                      |
| 17                   | Pierre Latour (FRA)    |                      |

| Groupama-FDJ GFC | Groupama-FDJ GFC        | Groupama-FDJ GFC |
| ---------------- | ----------------------- | ---------------- |
| Num              | Coureur                 | Pos              |
| 21               | Valentin Madouas (FRA)  |                  |
| 22               | Jake Stewart (GBR)      |                  |
| 23               | Lewis Askey (GBR)       |                  |
| 24               | Kilian Frankiny (SUI)   |                  |
| 25               | Simon Guglielmi (FRA)   |                  |
| 26               | Tobias Ludvigsson (SWE) |                  |
| 27               | Léo Vincent (FRA)       |                  |

| Astana AST | Astana AST                         | Astana AST |
| ---------- | ---------------------------------- | ---------- |
| Num        | Coureur                            | Pos        |
| 31         | Miguel Ángel López (COL)           |            |
| 32         | Hernando Bohórquez (COL)           |            |
| 33         | Óscar Rodríguez Garaicoechea (ESP) |            |
| 34         | Aleksandr Vlasov (RUS)             | 1er        |
| 35         | Merhawi Kudus (ERI)                |            |
| 36         | Luis León Sánchez (ESP)            |            |
| 37         | Harold Tejada (COL)                |            |

| UAE Team Emirates UAD | UAE Team Emirates UAD       | UAE Team Emirates UAD |
| --------------------- | --------------------------- | --------------------- |
| Num                   | Coureur                     | Pos                   |
| 41                    | Fabio Aru (ITA)             |                       |
| 42                    | Andrés Camilo Ardila (COL)  |                       |
| 43                    | Joe Dombrowski (USA)        |                       |
| 44                    | Vegard Stake Laengen (NOR)  |                       |
| 45                    | Cristian Muñoz (COL)        |                       |
| 46                    | Edward Ravasi (ITA)         |                       |
| 47                    | Aleksandr Riabushenko (BLR) |                       |

| Trek-Segafredo TFS | Trek-Segafredo TFS    | Trek-Segafredo TFS |
| ------------------ | --------------------- | ------------------ |
| Num                | Coureur               | Pos                |
| 51                 | Richie Porte (AUS)    | 2e                 |
| 52                 | Bauke Mollema (NED)   |                    |
| 53                 | Julien Bernard (FRA)  |                    |
| 54                 | Niklas Eg (DEN)       |                    |
| 55                 | Kenny Elissonde (FRA) |                    |
| 56                 | Kiel Reijnen (USA)    |                    |
| 57                 | Toms Skujiņš (LAT)    |                    |

| Arkéa-Samsic ARK | Arkéa-Samsic ARK         | Arkéa-Samsic ARK |
| ---------------- | ------------------------ | ---------------- |
| Num              | Coureur                  | Pos              |
| 61               | Nairo Quintana (COL)     | 8e               |
| 62               | Dayer Quintana (COL)     |                  |
| 63               | Winner Anacona (COL)     |                  |
| 64               | Thibault Guernalec (FRA) |                  |
| 65               | Romain Le Roux (FRA)     |                  |
| 66               | Łukasz Owsian (POL)      |                  |
| 67               | Alan Riou (FRA)          |                  |

| Caja Rural-Seguros RGA CJR | Caja Rural-Seguros RGA CJR | Caja Rural-Seguros RGA CJR |
| -------------------------- | -------------------------- | -------------------------- |
| Num                        | Coureur                    | Pos                        |
| 71                         | Jhojan García (COL)        |                            |
| 72                         | Julen Amézqueta (ESP)      |                            |
| 73                         | Juan Fernando Calle (COL)  |                            |
| 74                         | Álvaro Cuadros (ESP)       |                            |
| 75                         | Oier Lazkano (ESP)         |                            |
| 76                         | Cristian Rodríguez (ESP)   |                            |
| 77                         | Carmelo Urbano (ESP)       |                            |

| Total Direct Énergie TDE | Total Direct Énergie TDE | Total Direct Énergie TDE |
| ------------------------ | ------------------------ | ------------------------ |
| Num                      | Coureur                  | Pos                      |
| 81                       | Rein Taaramäe (EST)      |                          |
| 82                       | Jérôme Cousin (FRA)      |                          |
| 83                       | Valentin Ferron (FRA)    |                          |
| 84                       | Marlon Gaillard (FRA)    |                          |
| 85                       | Fabien Grellier (FRA)    |                          |
| 86                       | Paul Ourselin (FRA)      |                          |
| 87                       | Romain Sicard (FRA)      |                          |

| Euskaltel-Euskadi EUS | Euskaltel-Euskadi EUS | Euskaltel-Euskadi EUS |
| --------------------- | --------------------- | --------------------- |
| Num                   | Coureur               | Pos                   |
| 91                    | Ibai Azurmendi (ESP)  |                       |
| 92                    | Mikel Bizkarra (ESP)  |                       |
| 93                    | Joan Bou (ESP)        |                       |
| 94                    | Garikoitz Bravo (ESP) |                       |
| 95                    | Unai Cuadrado (ESP)   |                       |
| 96                    | Rubén Fernández (ESP) |                       |
| 97                    | Mikel Iturria (ESP)   |                       |

| Bardiani CSF Faizanè BCF | Bardiani CSF Faizanè BCF | Bardiani CSF Faizanè BCF |
| ------------------------ | ------------------------ | ------------------------ |
| Num                      | Coureur                  | Pos                      |
| 101                      | Marco Benfatto (ITA)     |                          |
| 102                      | Giovanni Carboni (ITA)   |                          |
| 103                      | Giovanni Lonardi (ITA)   |                          |
| 104                      | Alessandro Monaco (ITA)  |                          |
| 105                      | Umberto Orsini (ITA)     |                          |
| 106                      | Manuel Senni (ITA)       |                          |
| 107                      | Filippo Zana (ITA)       |                          |

| Circus-Wanty Gobert CWG | Circus-Wanty Gobert CWG    | Circus-Wanty Gobert CWG |
| ----------------------- | -------------------------- | ----------------------- |
| Num                     | Coureur                    | Pos                     |
| 111                     | Jérémy Bellicaud (FRA)     |                         |
| 112                     | Thomas Degand (BEL)        |                         |
| 113                     | Théo Delacroix (FRA)       |                         |
| 114                     | Odd Christian Eiking (NOR) |                         |
| 115                     | Alexander Evans (AUS)      |                         |
| 116                     | Yoann Offredo (FRA)        |                         |
| 117                     | Simone Petilli (ITA)       |                         |

| Nippo-Delko One Provence NDP | Nippo-Delko One Provence NDP | Nippo-Delko One Provence NDP |
| ---------------------------- | ---------------------------- | ---------------------------- |
| Num                          | Coureur                      | Pos                          |
| 121                          | Lucas De Rossi (FRA)         |                              |
| 122                          | Julien El Fares (FRA)        |                              |
| 123                          | José Gonçalves (POR)         |                              |
| 124                          | Mulu Hailemichael (ETH)      |                              |
| 125                          | Masahiro Ishigami (JPN)      |                              |
| 126                          | Hideto Nakane (JPN)          |                              |
| 127                          | Rémy Rochas (FRA)            |                              |

| B&B Hotels-Vital Concept p/b KTM BVC | B&B Hotels-Vital Concept p/b KTM BVC | B&B Hotels-Vital Concept p/b KTM BVC |
| ------------------------------------ | ------------------------------------ | ------------------------------------ |
| Num                                  | Coureur                              | Pos                                  |
| 131                                  | Cyril Gautier (FRA)                  |                                      |
| 132                                  | Jérémy Lecroq (FRA)                  |                                      |
| 133                                  | Justin Mottier (FRA)                 |                                      |
| 134                                  | Luca Mozzato (ITA)                   |                                      |
| 135                                  | Quentin Pacher (FRA)                 |                                      |
| 136                                  | Sebastian Schönberger (AUT)          |                                      |
| 137                                  | Tom-Jelte Slagter (NED)              |                                      |

| Burgos-BH BBH | Burgos-BH BBH            | Burgos-BH BBH |
| ------------- | ------------------------ | ------------- |
| Num           | Coureur                  | Pos           |
| 141           | Ángel Madrazo (ESP)      |               |
| 142           | Isaac Cantón (ESP)       |               |
| 143           | Jesús Ezquerra (ESP)     |               |
| 144           | Óscar Cabedo (ESP)       |               |
| 145           | Alex Molenaar (NED)      |               |
| 146           | Jetse Bol (NED)          |               |
| 147           | Juan Felipe Osorio (COL) |               |

| Equipo Kern Pharma EKP | Equipo Kern Pharma EKP | Equipo Kern Pharma EKP |
| ---------------------- | ---------------------- | ---------------------- |
| Num                    | Coureur                | Pos                    |
| 151                    | Jaime Castrillo (ESP)  |                        |
| 152                    | Jon Agirre (ESP)       |                        |
| 153                    | Roger Adrià (ESP)      |                        |
| 154                    | José Félix Parra (ESP) |                        |
| 155                    | Iván Moreno (ESP)      |                        |
| 156                    | Daniel Méndez (COL)    |                        |
| 157                    | Ibon Ruiz (ESP)        |                        |

| Canyon DHB p/b Soreen DHB | Canyon DHB p/b Soreen DHB | Canyon DHB p/b Soreen DHB |
| ------------------------- | ------------------------- | ------------------------- |
| Num                       | Coureur                   | Pos                       |
| 161                       | Max Stedman (GBR)         |                           |
| 162                       | Daniel Pearson (GBR)      |                           |
| 163                       | Mark Christian (GBR)      |                           |
| 164                       | Rory Townsend (IRL)       |                           |
| 165                       | Jacob Scott (GBR)         |                           |
| 166                       | Callum MacLeod (GBR)      |                           |
| 167                       | Robert Scott (GBR)        |                           |

| Cambodia Cycling Academy CCA | Cambodia Cycling Academy CCA | Cambodia Cycling Academy CCA |
| ---------------------------- | ---------------------------- | ---------------------------- |
| Num                          | Coureur                      | Pos                          |
| 171                          | Samy Aurignac (FRA)          |                              |
| 172                          | Matvey Mamykin (RUS)         |                              |
| 173                          | Roman Maikin (RUS)           |                              |
| 174                          | Barry Miller (USA)           |                              |
| 175                          | Antoine Berlin (MON)         |                              |
| 176                          | Florian Dumourier (FRA)      |                              |
| 177                          | Raksey Huot (CAM)            |                              |

## Parcours de la course
Le parcours 2020 comprend 2 passages sur le Mont Ventoux. Après un départ de Vaison-la-Romaine, comme l'édition de l'année passée, la course prendra la direction de Sault, via Puyméras, Faucon, et Mollans-sur-Ouvèze, et le col de Fontaube. Depuis Sault, le parcours fait une première boucle, via Villes-sur-Auzon, Bédoin et le chalet Reynard. De retour à Sault, le parcours effectue une seconde boucle jusqu'au chalet Reynard, pour une arrivée au col des Tempêtes (1 829 m), près du sommet du Mont Ventoux.

## Récit de la course

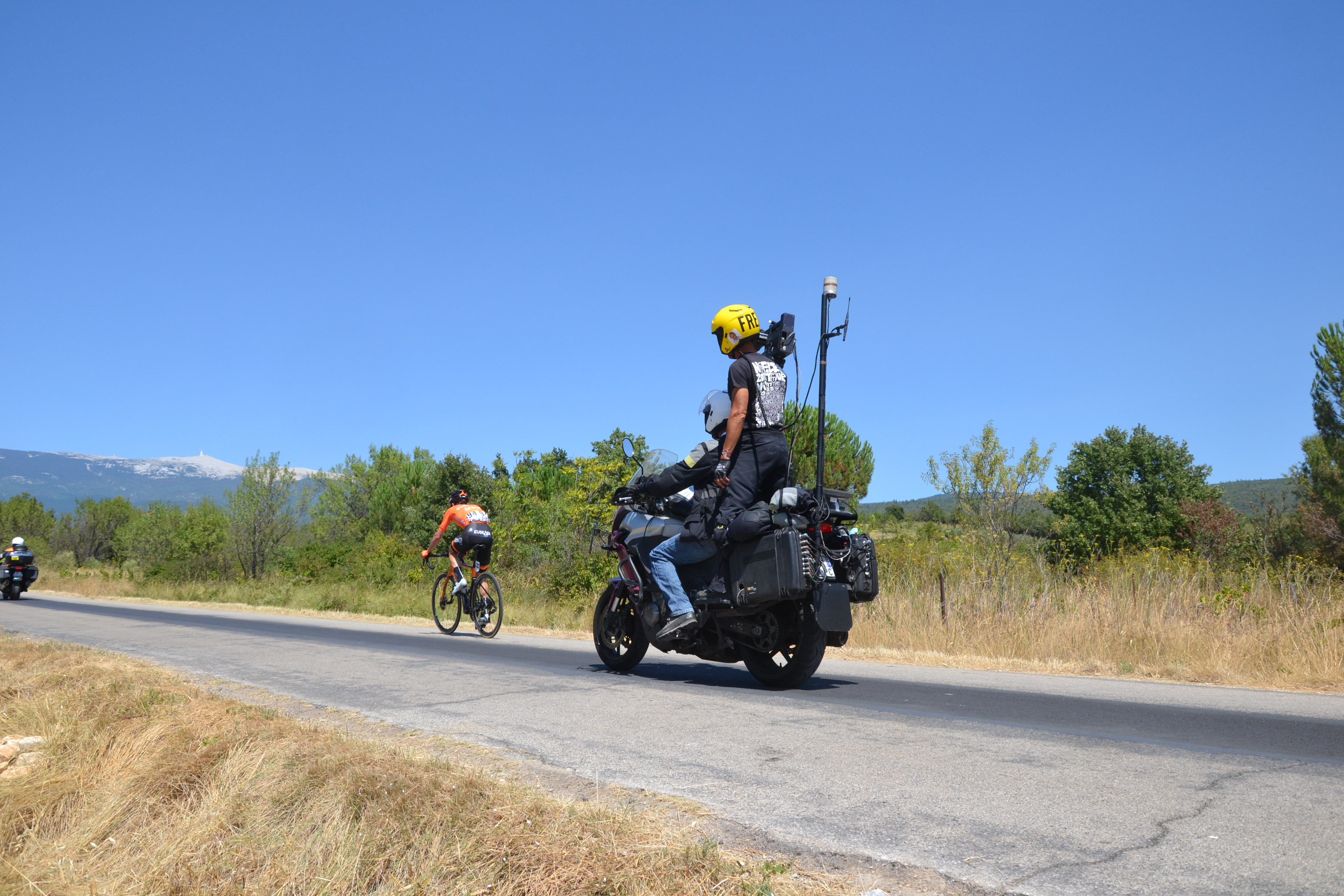
Garikoitz Bravo échappé, dans la seconde boucle, avant la dernière ascension du mont Ventoux.

Pierre Latour (AG2R) attaque à 9,7 km de l'arrivée et prend un peu d'avance, en solitaire. Un autre coureur français, Guillaume Martin (Cofidis), mène une attaque tranchante à 7,4 km de l'arrivée, et rejoint Pierre Latour, qui décroche à l'approche du Chalet Reynard.
À 4,6 km de l'arrivée, le coureur russe Aleksandr Vlasov (Astana) attaque à son tour : Nairo Quintana ne réagit pas, lui qui avait attaqué sur le Ventoux en début d'année, au Tour de la Provence. Vlasov rejoint Guillaume Martin, qui est lâché au bout de quelques hectomètres. Richie Porte (Segafredo) part en contre-attaque mais ne réussit pas à rejoindre Vlasov, qui franchit la ligne d'arrivée (au col des Tempêtes) en vainqueur, au bout de 4 h 56 min 40 s de course. Le deuxième est Richie Porte, le troisième Guillaume Martin, le quatrième Pierre Latour, le cinquième Fabio Aru.

## Classement final
| \| Classement général \| Classement général \| Classement général \| Classement général \| Classement général \| \| Coureur \| Coureur \| Pays \| Équipe \| Temps \| \| ------------------ \| ------------------ \| ------------------ \| ------------------ \| ------------------ \| \| 1er \| Aleksandr Vlasov \| Russie \| Astana \| 4 h 56 min 39 s \| \| 2e \| Richie Porte \| Australie \| Trek-Segafredo \| + 18 s \| \| 3e \| Guillaume Martin \| France \| Cofidis \| + 59 s \| \| 4e \| Pierre Latour \| France \| AG2R La Mondiale \| + 1 min 29 s \| \| 5e \| Fabio Aru \| Italie \| UAE Team Emirates \| + 1 min 38 s \| \| 6e \| Harold Tejada \| Colombie \| Astana \| + 1 min 43 s \| \| 7e \| Kenny Elissonde \| France \| Trek-Segafredo \| + 1 min 51 s \| \| 8e \| Nairo Quintana \| Colombie \| Arkéa-Samsic \| + 1 min 57 s \| \| 9e \| Jesús Herrada \| Espagne \| Cofidis \| + 2 min 15 s \| \| 10e \| Valentin Madouas \| France \| Groupama-FDJ \| + 2 min 22 s \| |                  |           |                   |                 |
| |                  |           |                   |                 |
| Source : ProCyclingStats |                  |           |                   |                 |
| Classement général |                  |           |                   |                 |
| Coureur | Coureur          | Pays      | Équipe            | Temps           |
| 1er | Aleksandr Vlasov | Russie    | Astana            | 4 h 56 min 39 s |
| 2e | Richie Porte     | Australie | Trek-Segafredo    | + 18 s          |
| 3e | Guillaume Martin | France    | Cofidis           | + 59 s          |
| 4e | Pierre Latour    | France    | AG2R La Mondiale  | + 1 min 29 s    |
| 5e | Fabio Aru        | Italie    | UAE Team Emirates | + 1 min 38 s    |
| 6e | Harold Tejada    | Colombie  | Astana            | + 1 min 43 s    |
| 7e | Kenny Elissonde  | France    | Trek-Segafredo    | + 1 min 51 s    |
| 8e | Nairo Quintana   | Colombie  | Arkéa-Samsic      | + 1 min 57 s    |
| 9e | Jesús Herrada    | Espagne   | Cofidis           | + 2 min 15 s    |
| 10e | Valentin Madouas | France    | Groupama-FDJ      | + 2 min 22 s    |

## Classements UCI
La course attribue le même nombre de points pour l'UCI Europe Tour 2020 et le Classement mondial UCI (pour tous les coureurs), avec le barème suivant :
| Position           | 1er | 2e | 3e | 4e | 5e | 6e | 7e et 8e | 9e | 10e | 11e | 12e | 13e à 15e | 16e à 25e |
| Classement général | 125 | 85 | 70 | 60 | 50 | 40 | 30       | 25 | 20  | 15  | 10  | 5         | 3         |

## Prix versés
La course attribue un total de 14 520 €, répartie comme suit :
| Position           | 1er     | 2e      | 3e      | 4e    | 5e    | 6e    | 7e et 8e | 10e à 25e |
| Classement général | 5 785 € | 2 895 € | 1 445 € | 715 € | 580 € | 435 € | 290 €    | 150 €     |

Le meilleur jeune, vainqueur du " trophée Lapierre ", a 500 € d'attribué, le prix du meilleur combatif " Prix du public " a 300 € d'attribué.